# Kirsten Wild
Kirsten Carlijn Wild (ur. 15 października 1982 w Almelo) – holenderska kolarka torowa i szosowa, brązowa medalistka olimpijska i wielokrotna medalistka mistrzostw świata.

## Kariera
Pierwszy sukces na arenie międzynarodowej Kirsten Wild osiągnęła w 2007 roku, kiedy zwyciężyła w klasyfikacji generalnej Tour de Pologne Kobiet. Rok później zdobyła trzy medale mistrzostw Holandii w kolarstwie torowym, w tym złoty w scratchu. W 2011 roku zdobyła brązowy medal w omnium na mistrzostwach świata w Apeldoorn, gdzie wyprzedziły ją tylko Tara Whitten z Kanady i Sarah Hammer z USA. W tym samym roku i tej samej konkurencji zdobyła także brązowy medal na mistrzostwach Europy w Apeldoorn, ulegając tylko Brytyjce Laurze Trott i Białorusince Taccianie Szarakowej. W sezonach 2009 i 2010 zajmowała trzecie miejsce w klasyfikacji generalnej Pucharu Świata w kolarstwie szosowym. W obu przypadkach lepsze okazały się tylko: jej rodaczka – Marianne Vos oraz Szwedka Emma Johansson. Ponadto w 2011 roku Wild zdobyła złote medale w scratchu i wyścigu punktowym na mistrzostwach Holandii. W 2012 roku wspólnie z koleżankami z zespołu AA Drink-leontien.nl wywalczyła brązowy medal w drużynowej jeździe na czas na szosowych mistrzostwach świata w Valkenburgu.
Podczas mistrzostw świata w Paryżu w 2015 roku zwyciężyła w scratchu, a w omnium zajęła trzecie miejsce. Na mistrzostwach świata w Londynie w 2016 roku była druga w scratchu, a podczas mistrzostw świata w Hongkongu rok później zdobyła srebro w omnium i brąz w wyścigu punktowym. Kolejne cztery medale wywalczyła na mistrzostwach świata w Apeldorn w 2018 roku: złoto w wyścigu punktowym, scratchu i omnium oraz srebro w madisonie. Czterokrotnie na podium stawała również na mistrzostwach świata w Pruszkowie rok później: była najlepsza w omnium i madisonie, druga w scratchu i trzecia w wyścigu punktowym. Następnie zwyciężała w scratchu i madisonie podczas mistrzostw świata w Berlinie w 2020 roku. Ponadto na mistrzostwach świata w Roubaix w 2021 roku zdobyła złoty medal w madisonie, a w wyścigu punktowym była trzecia.
Wywalczyła także brązowy medal w omnium podczas igrzysk olimpijskich w Tokio, przegrywając tylko z Jennifer Valente z USA i Japonką Yumi Kajiharą. Na tej samej imprezie była czwarta w madisonie.